# Metalocerus
Metalocerus is een kevergeslacht uit de familie van de boktorren (Cerambycidae). De wetenschappelijke naam van het geslacht werd voor het eerst geldig gepubliceerd in 1913 door Aurivillius.

## Soorten
Metalocerus omvat de volgende soorten:
- Metalocerus becvari Adlbauer, 1999
- Metalocerus lonnbergi Aurivillius, 1913
- Metalocerus mocambiensis Adlbauer, 2008
- Metalocerus nigricornis Aurivillius, 1913